# Turbo Assembler
Turbo Assembler（ターボアセンブラ、TASM）は、ボーランドが開発したコマンドラインベースのx86アセンブラパッケージである。単独で開発に使用する他、ボーランドの高級言語コンパイラであるTurbo Pascal、Turbo Basic、Turbo C、Borland C++などと合わせて使用することもできる。他社製品よりもアセンブル速度が速いことを売りとしていた。なお、他のTurboシリーズと同様、現在では保守されていない。
Turbo Assemblerパッケージには、統合開発環境は含まれないがリンケージエディタ Turbo Linker が付属しており、Turbo Debuggerとも相互運用可能である。TASMにはMASMとの互換性を重視したMASMモードと、若干の改良を加えたidealモードがある。バージョン3.0以降、オブジェクト指向プログラミングをサポートしている。バージョン5.0において、MMX命令をサポートした。
パッケージ形態には、単体パッケージだけでなくBorland C++ Suite等の統合パッケージに含まれる場合もあった。パッケージ内でPC-9800シリーズとDOS/Vマシンどちらにも対応している。
MMX命令を実行するソフトウェアの開発行いたい場合は、通常のインストール後、ボーランドが提供していたパッチを適用する。
Turbo Assemblerの名称は、Turbo C等の同社製品に組み込まれているインラインアセンブラの一部にも使用されている。